# Повалишин, Фёдор Васильевич
Фёдор Васи́льевич Повали́шин (1775-25.03.1857) — полковник, участник русско-турецкой войны 1806—1812 годов.

## Семья
Из рода Повалишиных, потомственных дворян Рязанской губернии.
Отец: Повалишин Василий Матвеевич (род. 1729), капитан артиллерии, надворный советник, помещик с. Никитское Пронского уезда
Мать: Ершова Екатерина Андреевна
Братья и сестры:
- Повалишин Сергей Васильевич
- Повалишин, Андрей Васильевич (род. 1760[1], по др. данным 1765[3]) — генерал-лейтенант, участник Русско-турецкой войны 1787—1792, тайный советник, губернатор Астраханской губернии
- Повалишин, Александр Васильевич (1773—1822) — капитан-командор, участник русско-шведской войны 1788—1790 годов
- Повалишин Николай Васильевич (род. 1778)
- Повалишин, Пётр Васильевич (1779 — 1852) — генерал-лейтенант флота, кавалер ордена Святого Георгия IV ст., участник второй и шестой коалиций наполеоновских войн, участник русско-турецкой войны 1806—1812 годов
- Повалишин Матвей Васильевич (род. 1782) - лейтенант, помещик Сапожковского уезда
- Повалишина Анна Васильевна (род. 29.03.1786-7.07.1816) - фрейлина Двора Их Императорских Величеств. Похоронена на городском кладбище в Павловске.

Жена: Де Роберти Анна Францевна (ум. 18.11.1836), Колесникова Александра Ивановна (ум. 1868).

## Послужной список
- 1.01.1793 — сержант 4-го флотского батальона 3-го Морского полка[4]
- 1.01.1794 — подпоручик
- 2.12.1798 — поручик
- 9.03.1802 — штабс-капитан
- 18.10.1803 — переведен в 6-й флотский батальон 3-го Морского полка
- 26.12.1803 — капитан
- 19.03.1806 — майор
- 10.09.1806 — переведен в 2-й Морской полк
- 15.05.1810 — переведен в Каспийский мушкетерский полк
- 13.04.1814 — подполковник
- 28.08.1817 — переведен в Затетский внутренний гарнизонный батальон с назначением командиром
- 27.12.1818 — переведен в Санкт-Петербургский гарнизонный батальон
- 17.10.1821 — уволен с военной службы с мундиром и полным пансионом из-за болезни, связанной с ранением в ногу
- 11.11.1822 — определен на службу в Ведомство Путей Сообщения разъездным смотрителем судоходства на Москва-реке
- 20.02.1823 — назначен полицмейстером Верхневолжского судоходства в 3-м округе Ведомства Путей Сообщения (от Твери до Рыбинска)
- 15.08.1823 — утвержден в звании
- 30.09.1835 — уволен из Ведомства по возрасту

Принимал участие в Русско-турецкой войне 1806—1812.
Был в походах на кораблях: «Не тронь меня» 1796, «Ростислав» 1797, «Северный Орёл» 1801, «Благодать» 1803, транспортном судне 1805, «Рафаил» 1806.

## Цитата
... В воздаяние отличного мужества и храбрости, оказанных в сражении с турецкой эскадрою 19 июня, в продолжении коего, сверх выполнения должности своей, с особенною расторопностию и деятельностию не упускал везде быть где только более оказывалось опасности и примером собственной храбрости поощрял к тому и служителей...

## Награды
9 сентября 1807 года за боевые заслуги был награждён орденом св. Георгия 4-й степени.